# Schafhof (Hemsbach)

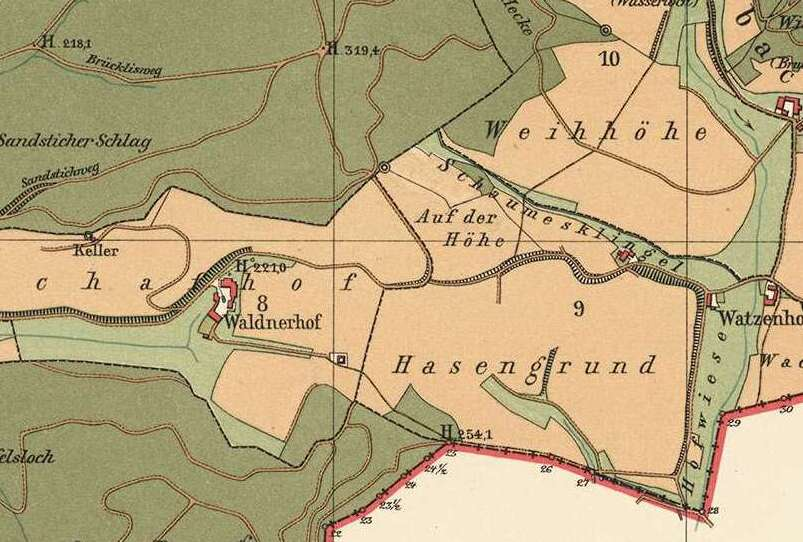
Der Waldnerhof auf einer Karte von 1888

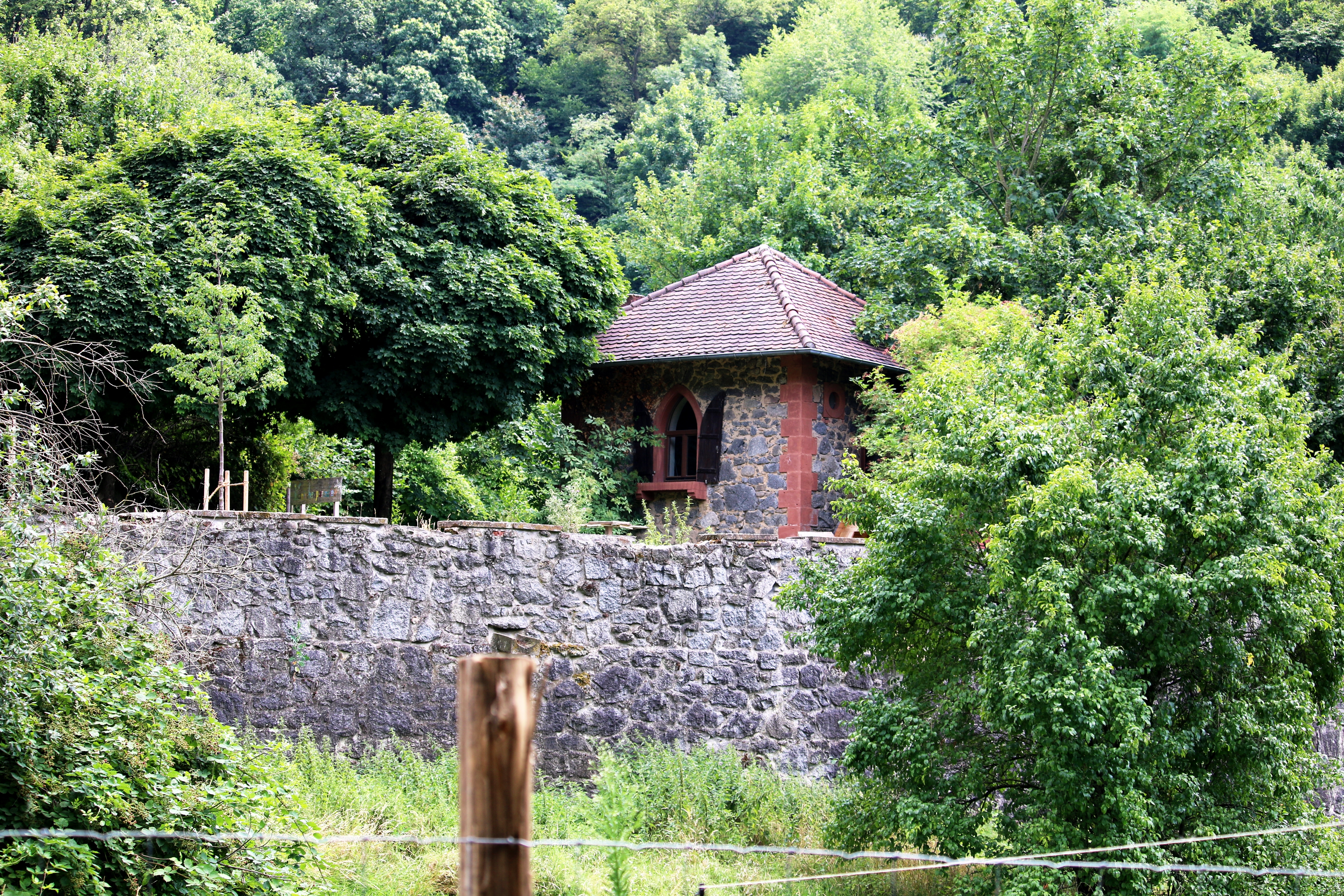
Kapelle im Schafhof (2025)

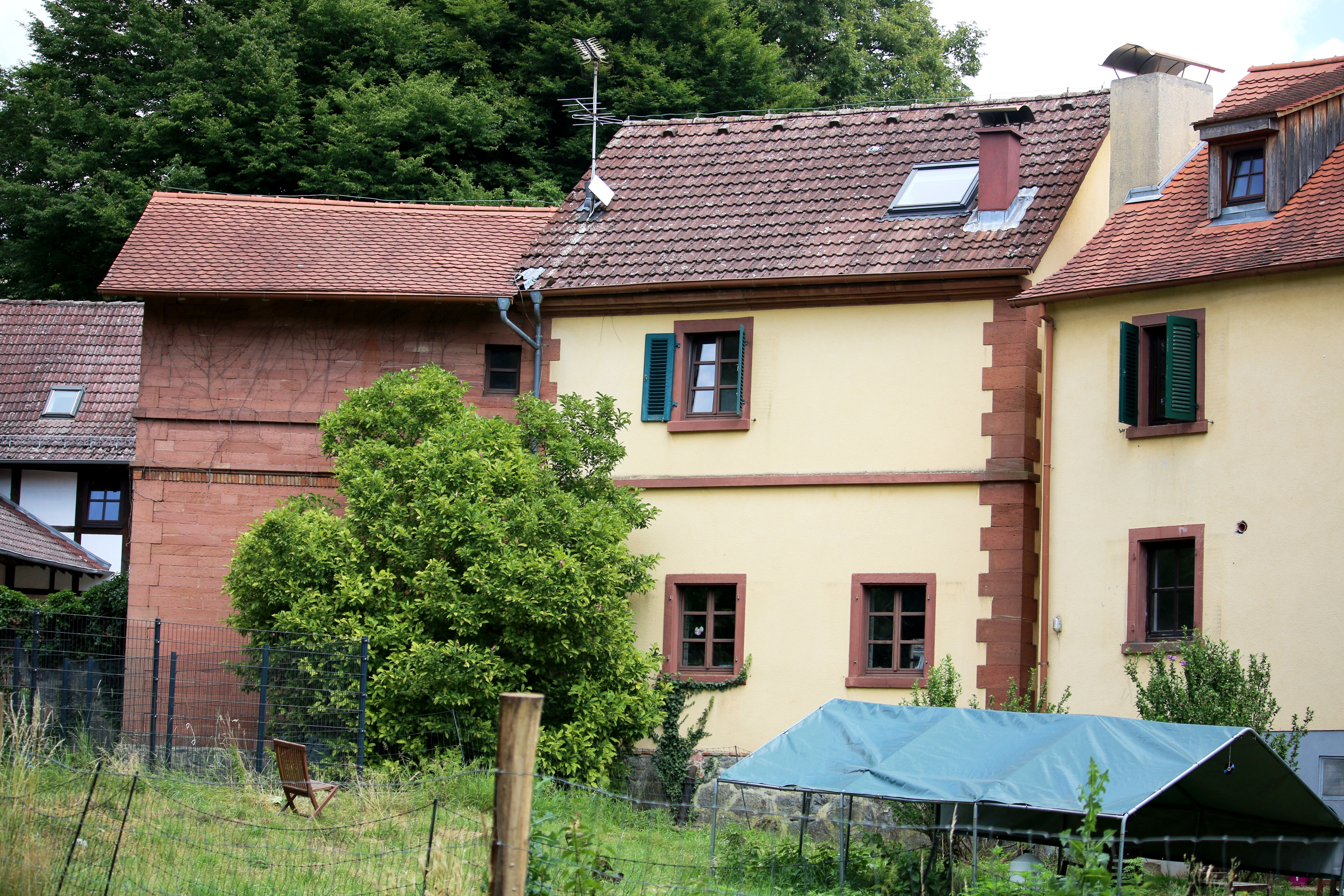
Wohnhäuser im Schafhof (2025)

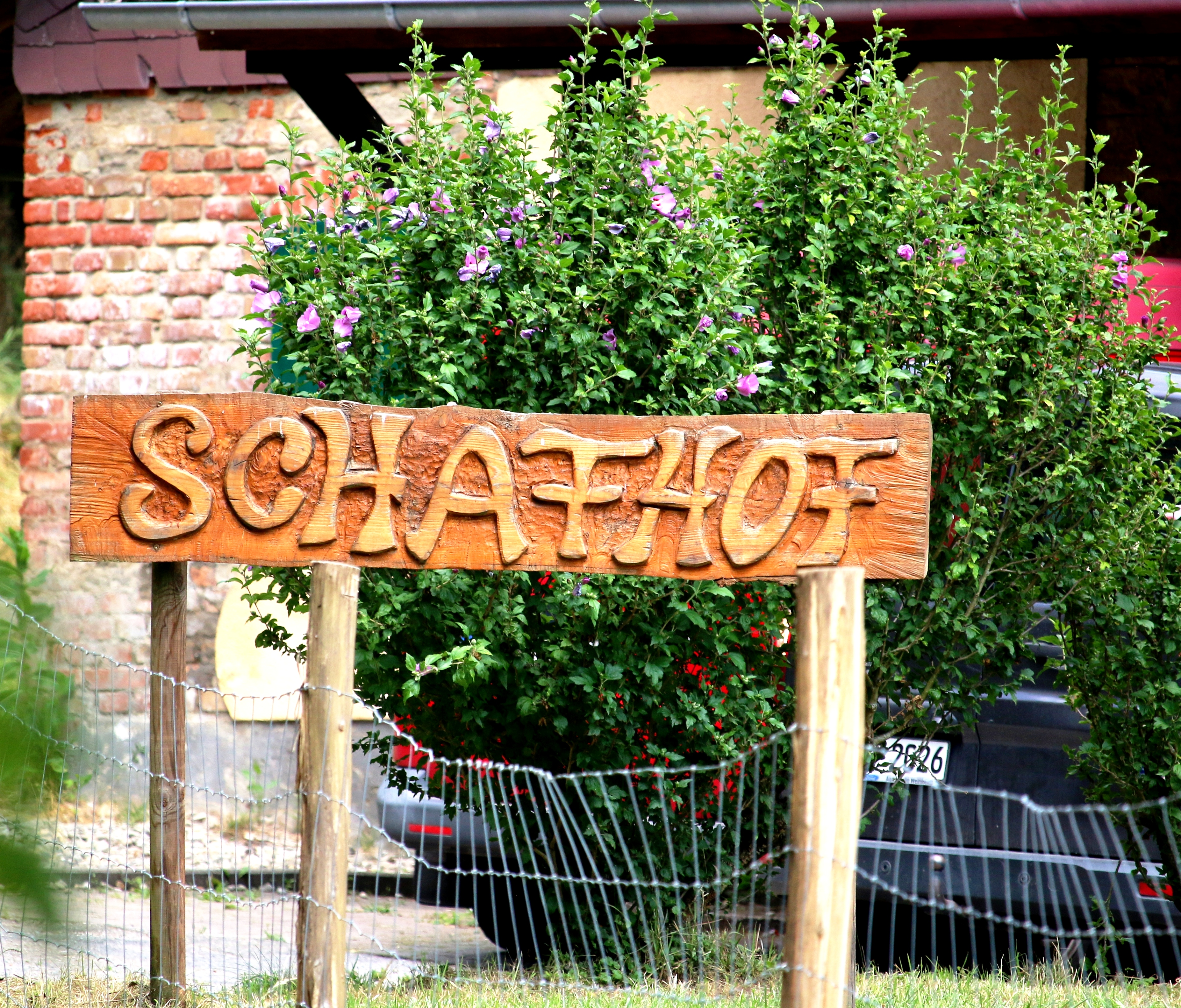
Schild vom Schafhof (2025)

Der Schafhof, auch Waldnerhof, ist ein Wohnplatz im Nordwesten von Baden-Württemberg auf dem Gebiet der Stadt Hemsbach im Rhein-Neckar-Kreis.

## Geographie
Der Schafhof liegt im südwestlichen, kristallinen Odenwald, zwischen der Oberrheinischen Tiefebene im Westen und einem Tal mit dem Weiler Balzenbach im Osten.

## Historisches
Sein ursprünglicher Name war Gunzenbach. Urkundlich erstmals erwähnt wurde er um 1200, als von zwei Hufen Zinse an das Kloster Lorsch entrichtet werden mussten. Im Laufe des Spätmittelalters reduzierte er sich auf einen herrschaftlichen Hof, der sich mit der Schäferei beschäftigte. Nachdem ein Graf aus der Familie Waldner von Freundstein 1837 Eigentümer geworden war, erhielt er 1847 die Genehmigung, ihn in Waldnerhof umzubenennen. Er ließ nicht nur in der Nähe den Waldnerturm errichten, sondern auch den Hof erweitern.
Der Schafhof umfasst heute sechs Gebäude sowie zwei Scheunen und steht unter Denkmalschutz. In einigen der Gebäude werden Kinder und Jugendliche, die schwerwiegende Lebenserfahrungen überwinden müssen, von einer evangelischen Organisation aus Weinheim
pädagogisch betreut.

## Verkehr
Am Schafhof vorbei verläuft der Mühlweg, der Hemsbach im Westen mit dem Watzenhof im Osten verbindet.